# Мотен (Баварска)
Мотен (њем. Motten) општина је у њемачкој савезној држави Баварска. Једно је од 26 општинских средишта округа Бад Кисинген. Према процјени из 2010. у општини је живјело 1.840 становника. Посједује регионалну шифру (AGS) 9672134.

## Географски и демографски подаци
Мотен се налази у савезној држави Баварска у округу Бад Кисинген. Општина се налази на надморској висини од 420 метара. Површина општине износи 23,8 km². У самом мјесту је, према процјени из 2010. године, живјело 1.840 становника. Просјечна густина становништва износи 77 становника/km².

## Међународна сарадња
| Мјесто | Држава    | Врста сарадње | Од    |
| ------ | --------- | ------------- | ----- |
|        | Француска | партнерство   | 2004. |
| Извор  |           |               |       |